# Agathon Léonard
Agathon Léonard oder Agathon Léonard van der Weydeveld oder Agathon van Weydeveldt (* 28. August 1841 in Lille; † 12. November 1923 in Paris) ist ein Bildhauer belgischer Abstammung, der die französische Staatsbürgerschaft annahm.

## Leben
Léonard begann seine Studien an der Académie des beaux-arts de Lille und setzte diese an der École nationale supérieure des beaux-arts de Paris fort. Einer seiner Lehrer in Paris war Eugène Delaplanche. Er ließ sich in Paris nieder, nachdem er 1868 am Salon teilgenommen hatte. Der Künstler wurde 1887 Mitglied der Société des Artistes Français und stellte regelmäßig auf dem Salon der Gesellschaft aus. 1889 errang er eine Silbermedaille bei der Pariser Weltausstellung 1889. Im Jahr 1897 wurde Léonard Mitglied der Société nationale des beaux-arts. Er erhielt auf der Weltausstellung Paris 1900 eine Goldmedaille. Er stellte häufig in ganz Frankreich aus und wurde 1900 mit dem Titel Ritter der Ehrenlegion geehrt.

## Jugendstil
Der Stil des Art Nouveau, der in Mitteleuropa als Jugendstil bekannt ist, war Léonards stilistische Ausrichtung ganz gleich ob er Bronzestatuen, Figuren aus Porzellan, Biskuitporzellan oder Steingut schuf. Von Léonard sind ausschließlich Frauendarstellungen bekannt, die auch von ihm in Marmor, Elfenbein und Quarz ausgeführt wurden.
Die heute (2013) noch südlich von Paris in Malakoff, Département Hauts-de-Seine bestehende Bronzegießerei Fonderie Susse war unter anderen für Léonard tätig. Für seine Figuren mit dem Thema Das Spiel mit dem Schal wurde er von der amerikanischen Künstlerin und Tänzerin Loïe Fuller inspiriert.

## Werke (Auswahl)
- 1886: Vision de Faust, Frauenbüste aus Marmor in der Ny Carlsberg Glyptotek in Kopenhagen.
- 1888: Heilige Cäcilie, Bronzerelief im Palais des Beaux-Arts de Lille, Lille.
- 1891: Le Scapulaire, Bronzebüste, Palais des beaux-arts de Lille, Lille.
- 1896: Le Vœux, Bronze im Palais des beaux-arts de Lille, Lille.
- 1897: Le Jeu de l'Écharpe (Das Spiel mit dem Schal), Tafelaufsatz aus vergoldeter Bronze, der auf der Weltausstellung Paris 1900 ausgestellt wurde. Eine ca. 35 cm große Statuette dieses Motivs befindet sich im Museum Angewandte Kunst in Frankfurt am Main.
- 1907: Danseuse chantant, Biskuitporzellan, ein Geschenk von Ingelore Böstge an das Musée d'Art et d'Industrie (Robaix)  (Musée La Piscine) aus dem Jahr 2003.
- 1908: Salomé.